# Eretmapodites hamoni
Eretmapodites hamoni är en tvåvingeart som beskrevs av Alexis Grjebine 1972. Eretmapodites hamoni ingår i släktet Eretmapodites och familjen stickmyggor.
Artens utbredningsområde är Kongo. Inga underarter finns listade i Catalogue of Life.